# Сусанна Торґард
Сусанна Торґард (фар. Súsanna Tórgarð; нар. 12 березня 1959) — фарерська акторка, театральний режисер, сценарист, перекладач і викладач. У 1990 році закінчила курс театрального мистецтва в Орхусі. Також навчалася техніки Алексадра в Alexanderskolen з 2001 по 2004 роки. З 1990 року працює професійною актрисою.

## Зовнішні посилання
- Tjóðpallur Føroya
- Профіль на Voice Studio International